# Eriococcus nitidulus
Eriococcus nitidulus är en insektsart som beskrevs av James Mather Hoy 1962. Eriococcus nitidulus ingår i släktet Eriococcus och familjen filtsköldlöss. Inga underarter finns listade i Catalogue of Life.